# Iglesia de Sveti Georgi
La iglesia de Sveti Georgi (en búlgaro: Ротонда „Свети Георги“ Rotonda "Sveti Georgi", iglesia de San Jorge) es un templo Rotonda de ladrillo rojo fundado en el siglo IV.

## Historia
El templo se funda en el siglo IV en los terrenos que había ocupado anteriormente un templo precristiano. En el siglo XVI durante la ocupación otomana el edificio se convirtió en mezquita. Destacan los frescos del interior, entre los que se pueden ver la representación del Cristo Pantocrátor en la cúpula. En el tambor bajo la cúpula se encuentra un friso con 22 retratos de profetas y bajo este se encuentra otra fila de 16 retratos de profetas.